# Louis Renault
Louis Renault, francoski dirkač, industrialec in pionir avtomobilske industrije, * 12. februar 1877, Pariz, Francija, † 24. oktober, 1944, Fresnes, Val-de-Marne, Francija.
Louis Renault se je rodil 12. februarja 1877 v Parizu. Že od mladih let so ga navduševali motorji in avtomobili, zato je že takrat veliko časa preživel v tovarni parnih avtomobilov Serpollet. Leta 1898 je zgradil svoj prvi avtomobil, leta 1899 je z bratoma Marcelom in Fernandom ustanovil družbo Renault Frères, v sezoni 1899 pa je tudi prvič nastopil na pomembnejši dirki Pariz-Ostend, kjer je osvojil deveto mesto. Na dirki Pariz-Toulouse-Pariz 1900 je bil deseti, v sezoni 1901 je dosegel peto mesto na dirki Grand Prix de Pau, dvanajsto mesto na dirki Pariz-Bourdeaux in osmo mesto na dirki Pariz-Berlin. Na dirki Pariz-Dunaj v sezoni 1902 je bil le osemindvajseti, na dirki Pariz-Madrid v naslednji sezoni 1903 pa je dosegel svoj daleč najboljši rezultat kariere z drugim mestom. Po tej dirki se je upokojil kot dirkač.
Leta 1908 je prevzel vodilno mesto v družinskem podjetju, po smrti Marcela leta 1903 in umiku Fernanda zaradi zdravstvenih razlogov. Za vrsto izumov, ki so prinesli prednost francoski vojski v prvi svetovni vojni je bil Louis Renault odlikovan. Tudi v drugi svetovni vojni je do zasedbe Francije sodeloval s francosko vojsko. Nato so vodilne položaje v tovarni zasedli uslužbenci Daimler-Benza. Ob bombardiranju tovarne s strani zaveznikov leta 1942 je utrpel afazijo. Leta 1944, po osvoboditvi Francije, je bil ob močno pomanjkljivih dokazih aretiran kot kolaborant in zaprt. V zaporu Centre pénitentiaire de Fresnes je mesec dni kasneje, 24. oktobra 1944, tudi umrl. 